# Lucia Galeazzi Galvani
Lucia Galeazzi Galvani (Bologna, 3 giugno 1743 – Bologna, 30 giugno 1790) è stata una scienziata italiana.

## Biografia
Nipote del pittore Domenico Galeazzi, Lucia Maddalena Galeazzi nacque a Bologna il 3 giugno 1743.
Figlia di Paola Mini e dell'anatomista Domenico Gusmano Galeazzi, membro di spicco dell'Accademia delle Scienze di Bologna, crebbe in un ambiente favorevole alla cultura scientifica pur ricevendo una educazione umanistica e religiosa, che la spinse ancora giovane e nubile a passare un anno nel monastero bolognese di San Pietro Martire. «Donna di spiccate qualità e di grande cultura» ma di salute cagionevole, Lucia Maddalena soffrirà per tutta la vita di «attacchi di febbri acute e di asma convulsiva e catarrale».
Nel 1762 sposò il medico Luigi Galvani, già allievo del padre anatomista e futuro professore di Anatomia pratica all'Università di Bologna (1775) e di Ostetricia all'Istituto delle scienze (1782). Su invito di Domenico Gusmano gli sposi andarono a vivere in casa Galeazzi, per poi in seguito trasferirsi in una casa loro.

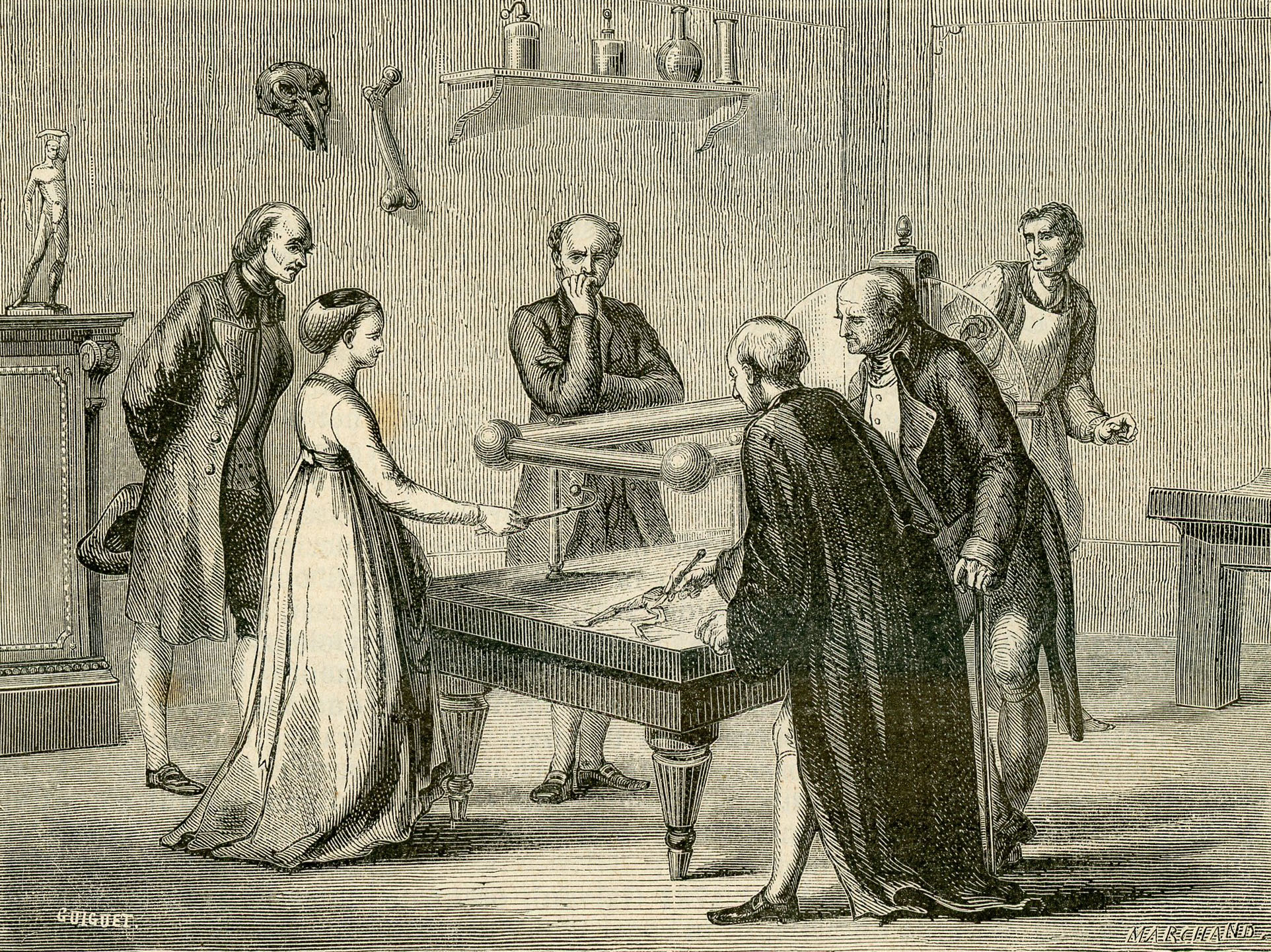
Esperimenti sull'irritabilità dei muscoli della rana con l'elettricità in una xilografia del 1886 per il centenario di Galvani.

Qui nel 1780 la coppia fondò un laboratorio per lo studio dei riflessi e dell'elettricità animale, oggi nota come galvanismo. Lucia Galeazzi Galvani non solo partecipò attivamente alla ricerca e agli esperimenti, ma incoraggiò la ricerca indipendente del marito consigliandolo e sostenendolo fino alla sua morte.
Lucia Galeazzi Galvani ebbe anche un ruolo di assistente medico del marito quando lavorava in veste di medico chirurgo e ostetrico. Si dedicò inoltre alla revisione dei testi medici e delle lezioni di Luigi.
Lucia Galeazzi Galvani morì a Bologna nel 1790 di asma, accudita dal marito. Sono sepolti insieme nel santuario del Corpus Domini.
A causa delle convenzioni della sua epoca, e del conseguente effetto Matilda, Lucia Galeazzi Galvani non venne accreditata per nessuno dei suoi lavori scientifici in laboratorio.
Un quadro di Antonio Muzzi conservato nella Stanza della fisica elettrica (o Sala dei telamoni) al museo di Palazzo Poggi mostra Lucia Galeazzi mentre collabora con Luigi Galvani e il nipote Camillo.